# Amblyseius lynnae
Amblyseius lynnae är en spindeldjursart som beskrevs av D. McMurtry och Moraes 1989. Amblyseius lynnae ingår i släktet Amblyseius och familjen Phytoseiidae. Inga underarter finns listade i Catalogue of Life.